# William Levett
William Levett est un courtisan qui sert pendant longtemps le roi d'Angleterre Charles Ier, au XVIIe siècle.
Il accompagne le roi quand celui-ci fuit les forces du Parlement d'Angleterre et du château de Hampton Court, ainsi que quand il est emprisonné au château de Carisbrooke sur l'île de Wight, et sur l’échafaud, où le monarque est exécuté.
Rapidement après la mort de Charles Ier, le Eikon Basilike, un journal présumé du roi, est publié, mais sa paternité est remise en question. Levett écrit alors une lettre déclarant qu'il a été témoin de la rédaction de cet ouvrage par le roi pendant son emprisonnement. Cela a un grand impact dans l'opinion populaire, et contribue à l'émergence d'un mouvement pour réhabiliter l'image du monarque. 

## Biographie

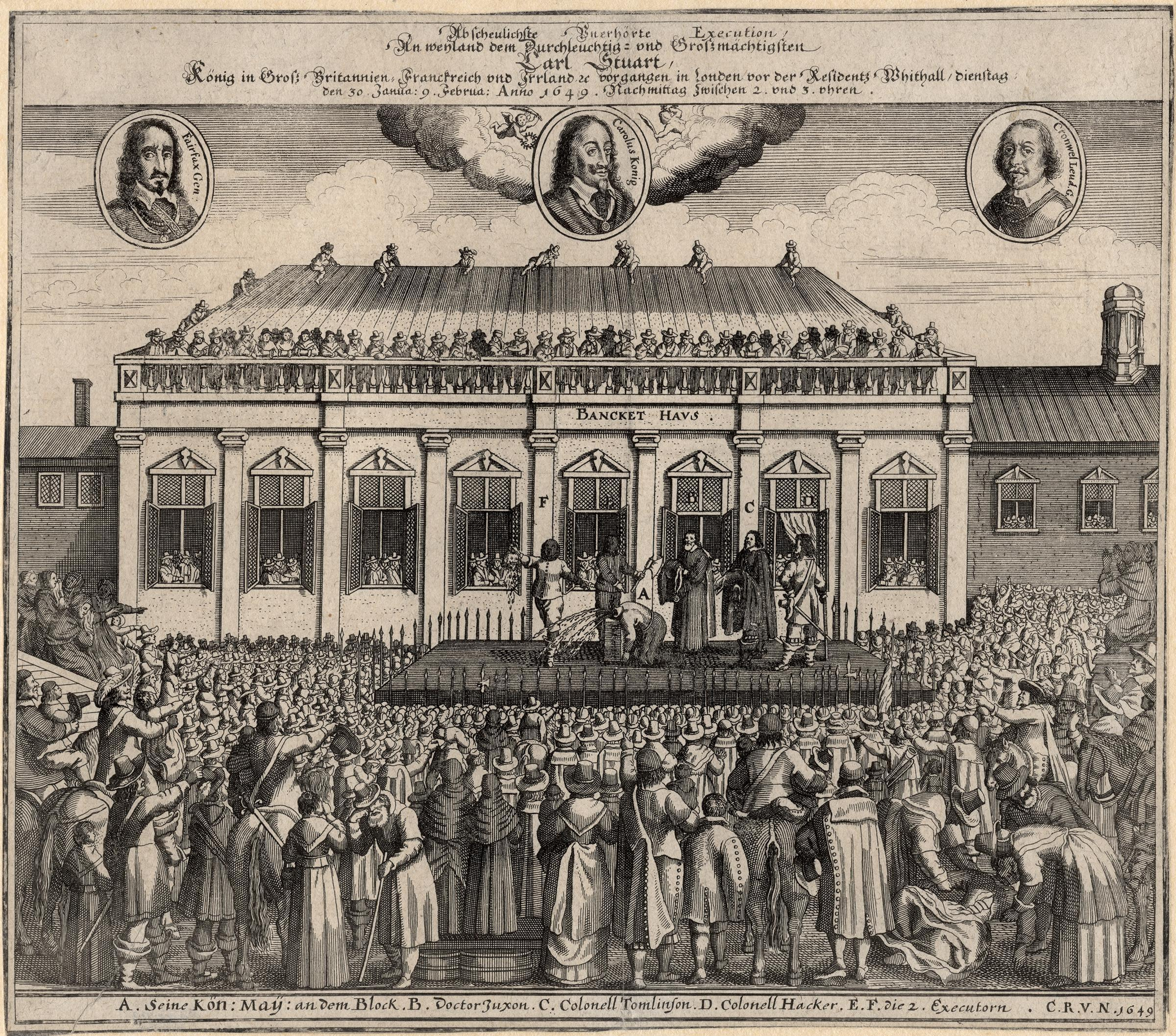
Exécution du roi Charles Ier, que William Levett a accompagné jusqu'à l'échafaud.